# Veronika Wallinger
Veronika Wallinger (Sankt Koloman, 30 luglio 1966) è un'ex sciatrice alpina austriaca.
in seguito al matrimonio assunse il cognome del coniuge e nell'ultimo scorcio della sua carriera (stagioni 1993-1995) gareggiò come Veronika Stallmaier.

## Biografia
Specialista delle discipline veloci, la Wallinger debuttò in campo internazionale in occasione dei Mondiali juniores di Sestriere 1983 e il 7 dicembre dello stesso anno conquistò il primo piazzamento in Coppa del Mondo, a Val-d'Isère in discesa libera (15ª); l'anno dopo, nella rassegna iridata giovanile di Sugarloaf 1984, vinse la medaglia d'oro nella discesa libera e nella combinata. Esordì ai Giochi olimpici invernali a Sarajevo 1984, dove si classificò 10ª nella discesa libera e non completò lo slalom speciale, e ai Campionati mondiali a Bormio 1985, dove si piazzò 8ª nella combinata.
Il 23 gennaio 1988 conquistò il primo podio in Coppa del Mondo, a Bad Gastein in discesa libera (3ª); l'anno dopo ai Mondiali di Vail 1989 fu 15ª nella discesa libera, mentre  ai XVI Giochi olimpici invernali di Albertville 1992 vinse la medaglia di bronzo nella discesa libera, l'unica gara che disputò. Ai Mondiali di Morioka 1993, sua ultima presenza iridata, si classificò 11ª nella discesa libera e ai XVII Giochi olimpici invernali di Lillehammer 1994, sua ultima presenza olimpica, si piazzò 14ª nella discesa libera e 22ª nel supergigante; in Coppa del Mondo conquistò l'ultimo podio il 3 dicembre 1994 a Vail in supergigante (2ª) e prese per l'ultima volta il via il 7 gennaio 1995 a Haus nella medesima specialità, senza completare quella che sarebbe rimasta la sua ultima gara in carriera.

## Palmarès

### Olimpiadi
- 1 medaglia:
  - 1 bronzo (discesa libera ad Albertville 1992)

### Mondiali juniores
- 2 medaglie:
  - 2 ori (discesa libera, combinata a Sugarloaf 1984)

### Coppa del Mondo
- Miglior piazzamento in classifica generale: 13ª nel 1991
- 8 podi (7 in discesa libera, 1 supergigante):
  - 3 secondi posti
  - 5 terzi posti

### Campionati austriaci
- 7 medaglie[2]:
  - 2 ori (discesa libera nel 1983; discesa libera nel 1993)
  - 3 argenti (supergigante nel 1990; discesa libera, supergigante nel 1991)
  - 2 bronzi (discesa libera nel 1987; supergigante nel 1993)

## Onorificenze
La Wallinger nel 1992 fu insignita di una decorazione d'onore dell'Ordine al merito della Repubblica austriaca: